# Palazzo Cresci-Antiqui
Palazzo Cresci-Antiqui è un'antica dimora nobiliare che sorge nel centro storico di Ancona, nelle Marche.
Rappresenta un importante esempio di edilizia civile quattro-settecentesca.

## Storia e architettura

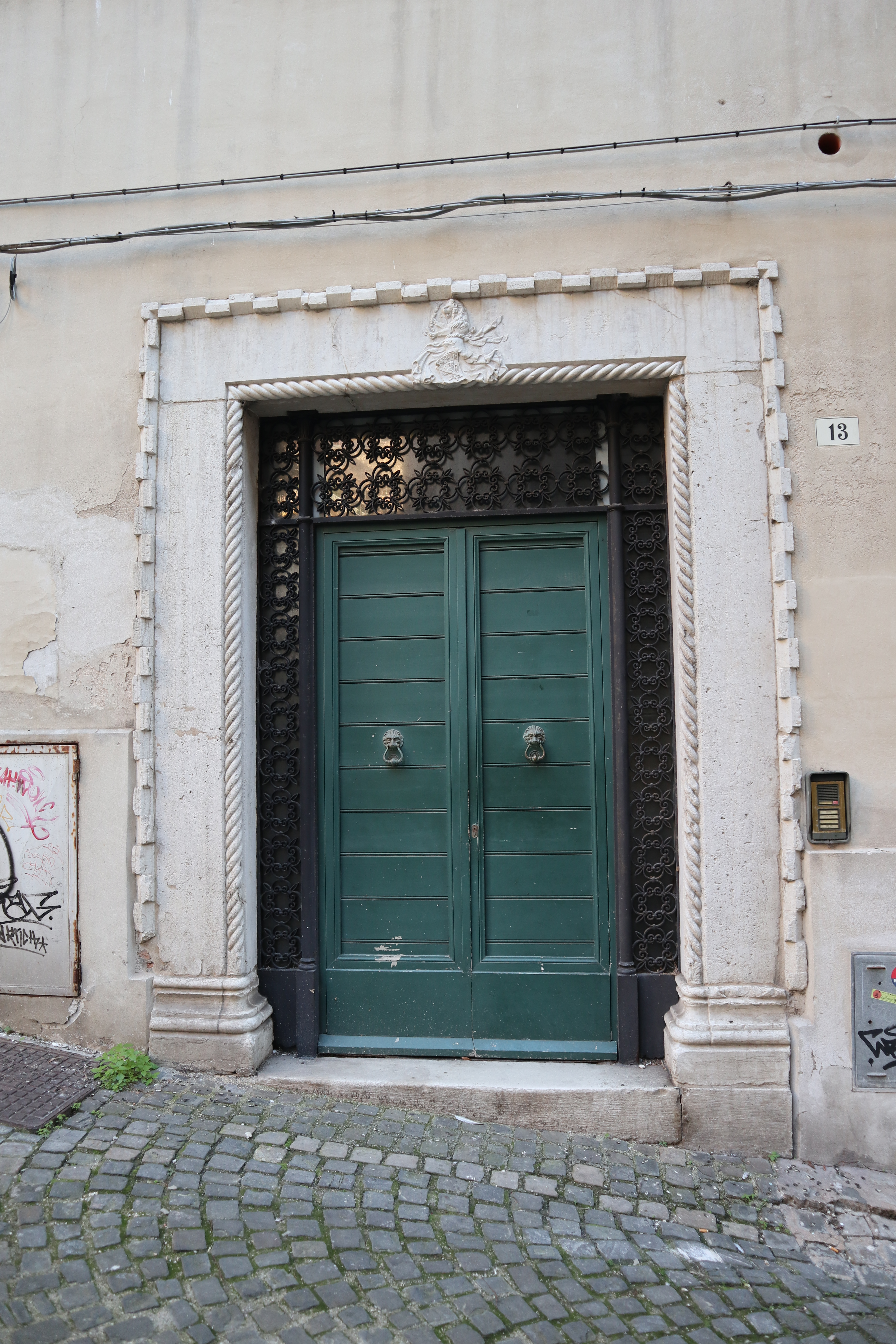
Portale laterale, attribuito a Marino di Marco Cedrino

Il palazzo Venne eretto dal conte Francesco Giovanni Antiqui dopo la metà del XV secolo in una delle vie principali dell'antica Ancona, in prossimità della Loggia dei Mercanti e del vecchio porto. Di questo periodo conserva la serie di sei arconi ogivali con bei fregi in cotto di stile gotico veneziano, le inquadrature ogivali delle finestre dei due piani superiori e due portali sulle vie laterali. Quello che dà su via della Catena, forse di Marino di Marco Cedrino conserva ancora rilievi e colonnine tortili ove appare scolpita la scritta con datazione FRANCISCUS IOHANNIS DE ANTIQUIS 1454. Il cortile interno si apriva, con tre fornici ogivali, e mostra ancora la vera da pozzo.
Nel XVIII secolo Francesco Cresci-Antiqui intraprese una grande ristrutturazione dell'edificio. Fece rimodellare la facciata e il cortile, chiudere la loggia del pianterreno per impiantarvi delle botteghe, ridecorare l'interno. A questo periodo si devono anche la creazione dello scalone monumentale ornato ad stucchi e colonne ioniche festonate e i soffitti del piano nobile,  dipinti con Scene allegoriche e mitologiche.
L'intero complesso venne restaurato nel 1987